# Democracy in Europe Movement 2025
Democracy in Europe Movement 2025 (en català Moviment Democràcia a Europa 2025, abreujat DiEM25), és un moviment polític paneuropeu impulsat per l'ex-ministre d'economia grec Ianis Varufakis, que s'ha proposat com a objectiu la democratització de les institucions europees des de l'esquerra. El moviment compta amb el suport d'intel·lectuals, activistes i polítics europeus com Julian Assange, el filòsof italià Toni Negri, la sociòloga neerlandesa Saskia Sassen, el músic anglès Brian Eno, l'economista nord-americà James Galbraith, l'exparlamentari laborista Stuart Holland o el filòsof eslovè Slavoj Žižek, entre d'altres.
L'acrònim DiEM refereix al carpe diem romà. Sostenen que no cal desaprofitar «avui» el moment d'organitzar-se a nivell continental, ja que consideren «obsolet el model de partits nacionals que formen aliances fràgils al Parlament Europeu», per la qual cosa seria necessari que cristal·litzès aviat un moviment paneuropeu de nou tipus, capaç de fer front a la gran crisi econòmica, política i social que Europa estaria enfrontant. En la seva anàlisi, aquesta crisi amenaça amb desintegrar Europa i tindria característiques similars a la Gran Depressió experimentada en la de dècada de 1930.

## Història
El moviment es va presentar el 9 de febrer de 2016 al Volksbühne am Rosa-Luxemburg-Platz de Berlín. El seu llançament estava inicialment planificat per a novembre de 2015, però, segons Varoufakis, els atemptats de París ho van retardar. L'acte fundacional de Berlín també va comptar amb el discurs d'Ada Colau, així com la participació de Caroline Lucas, diputada del Parlament Europeu pel Partit Verd d'Anglaterra i Gal·les, representants del moviment Blockupy d'Alemanya i Miguel Urbán Crespo, diputat del Parlament Europeu de Podem.

## Desenvolupament, crítica i recepció
El llançament de la iniciativa va rebre àmplia cobertura per la premsa internacional. Els principals mitjans europeus van reflectir en els seus reportatges dels dies successius punt el potencial del moviment, com les principals contradiccions que enfronta. Varoufakis va ser interpel·lat per la premsa sobre la relació entre la seva iniciativa i les propostes que existeixen per part d'altres líders de l'esquerra europea per enfrontar i manejar la denominada «crisi del neoliberalisme», a saber, la posició d'Oskar Lafontaine a Alemanya i Jean-Luc Mélenchon a França, per una recuperació de la sobirania i una tornada a les monedes nacionals, abandonant l'euro. A aquest punt, possiblement el més conflictiu a causa de l'enfrontament de posicions oposades dins la pròpia esquerra europea, Varoufakis va respondre de manera clara i unívoca que rebutja aquesta proposta. L'èmfasi del seu moviment estaria posat, per contra, en la repolitizació d'Europa com a unitat i en la democratització de les seves institucions com a manera de fer front a les tendències de separació, fragmentació, competència i aïllament.
En un article titulat «Varoufakis' kleine Internationale gegen Kapitalismus» (en català La petita Internacional de Varoufakis en contra del capitalisme), el periòdic alemany conservador Die Welt va assenyalar que les propostes de Varoufakis «farien miques a Europa en comptes de sanar-la». En la seva nota sobre el llançament de DiEM25, assenyala que aquesta iniciativa seria producte que Varoufakis estaria «amargat» pel rebuig de les seves idees. No hauria pogut acceptar que els seus col·legues no hagin volgut seguir-ho i, ja que a nivell nacional no ha pogut imposar-se, hauria conclòs que necessita aliances internacionals. Mentre a Hongria o a Polònia els sectors conservadors aposten per l'emancipació, Varoufakis estaria intentant formar una aliança de tot Europa per defensar una política d'esquerres.